# عايد الرباط
عايد الرباط، ( 8 يناير 1935 - 30 أبريل 2013 ) ممثل ومؤلف مصري .

## عن حياته
اشتهر بتقديم الأعمال والمسلسلات الدينية البارزة والتي تركت أثر كبير في قلوب مشاهديها مثل: (الإمام الترميذي، مسلم وصحيحه الجامع، ابن ماجة القزويني، الليث بن سعد، فرسان بلا طبول، الحسن البصري، الإمام النسائي، الإمام محمد عبده)، إلى جانب مسلسل (أدهم الشرقاوي) لعزت العلايلي والذي أراد من خلاله إظهار صورة المناضل العربي في إشارة منه لدعم القضية الفلسطينية وضرورة وجود بطل يلتف حوله الجميع. إلا جانب هذا فقد كتب سيناريو فيلم (أنا) عام 7891. وفي عام 3102 رحل عايد عن عالمنا عن عمر يناهز 87 عاماً قدم خلالها مسيرة فنية رائعة للدراما المصرية الدينية.

## من أعماله

### المسلسلات
- الإمام الترميذي
- مسلم وصحيحه الجامع
- ابن ماجة القزويني

### التأليف
- الإمام محمد عبده
- الامام النسائى
- الحسن البصري
- الليث بن سعد

وغيرها

## وفاته
توفي الفنان عايد الرباط في 30 أبريل 2013 عن عمر يناهز 87 عاما .

## روابط خارجية
- عايد الرباط على موقع الدهليز
- عايد الرباط على موقع قاعدة بيانات الأفلام العربية